# Mickaël Dos Santos
 (janvier 2018).
Si vous disposez d'ouvrages ou d'articles de référence ou si vous connaissez des sites web de qualité traitant du thème abordé ici, merci de compléter l'article en donnant les références utiles à sa vérifiabilité et en les liant à la section « Notes et références ».
Mickaël Dos Santos, né le 7 octobre 1995 à Gap, est un chanteur français d’origine portugaise. Il a été révélé lors de la saison 11 de La France a un incroyable talent, dont il a été finaliste. 

## Biographie

### Enfance
D’une famille originaire du Portugal, Mickaël Dos Santos est né à Gap dans le sud de la France. Titulaire d’un CAP de maçon, il a travaillé dans le bâtiment avant et après sa participation à La France a un incroyable talent.

### Débuts dans la musique et participation àLa France a un incroyable talent
Il y a 5 ans, alors qu’il vit chez ses parents à Gap, la vie de Mickaël Dos Santos est bouleversée par le décès brutal de sa mère. Bien qu’il n’ait jamais pratiqué le moindre instrument, ni même chanté, il va choisir la musique comme refuge. Il achète alors une guitare et apprend à jouer, et à chanter, en autodidacte. 
Lorsqu’on lui parle de La France a un incroyable talent, Mickaël Dos Santos décide de saisir sa chance et envoie une démo à l’émission, qui le sélectionnera pour participer à sa 11e saison. C’est grâce à son interprétation de A Change Is Gonna Come, dont la vidéo sera visionnée des millions de fois, que Mickaël Dos Santos séduit le jury et se qualifie jusqu’en finale.

### Premiers singles
Le 16 décembre 2016, la finale de La France a un incroyable talent à peine terminée, Mickaël Dos Santos sort un single comprenant les titres A Change Is Gonna Come et Unchained Melody, deux reprises qu'il a interprétées lors de l'émission.  
Le 21 avril 2017, il sort un single intitulé Prendre l’air.
Mickaël Dos Santos a sorti le 12 janvier 2018 un single intitulé Chaque seconde (I'm Alive). 

## Discographie

### Singles
- 2016 : A Change Is Gonna Come
- 2016 : Unchained Melody
- 2017 : Prendre l'air
- 2018 : Chaque seconde (I'm Alive)

### Participations
- 2017 : Le Cœur des femmes
- 2017 : Chante la vie chante (Love Michel Fugain)